# Mercator-Germaniakarte von 1590

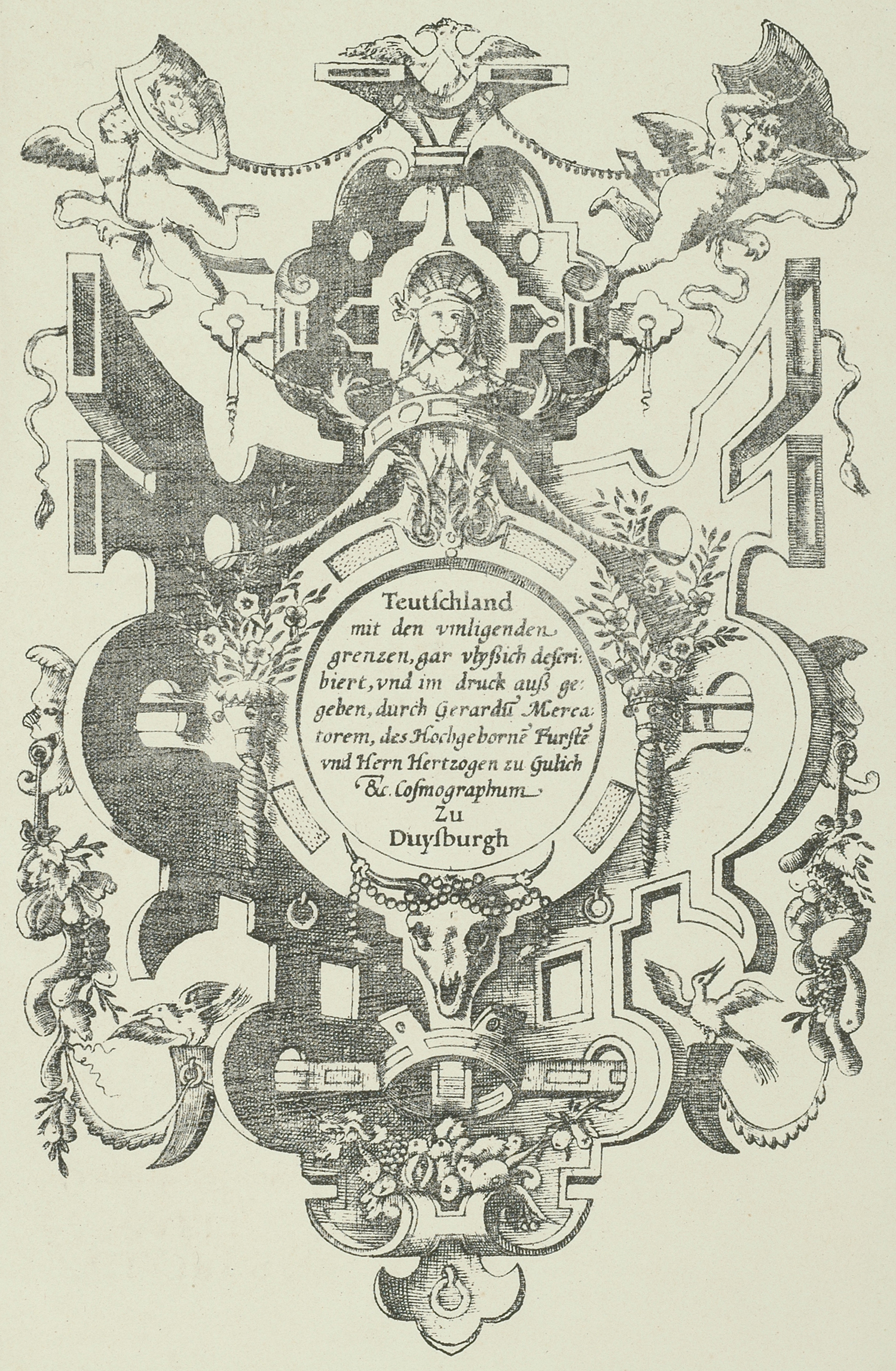
Umschlag für die Germania-Karte von Rumold Mercator

Die Mercator-Germaniakarte von 1590 ist eine Wandkarte von Rumold Mercator, dem drittgeborenen Sohn des Kartografen Gerhard Mercator. Es gibt allerdings Hinweise darauf, dass der Vater selbst einen Großteil der Vorarbeit zur Herstellung der Karte leistete. Sie wird deshalb häufig zu den erhaltenen Werken Gerhard Mercators gerechnet.

## Geschichte
Parallel zur Erstellung der ersten Atlas-Lieferungen, die ab 1585 begannen, arbeitete Gerhard Mercator an einer großen Wandkarte Mitteleuropas. Das Grundgerüst für die zu erstellende Karte lieferte dabei das Germania-Kartenblatt aus der ersten Atlas-Lieferung. Im Vergleich zu den Vorläufern gelang es Mercator bereits hier, die mathematische Kartografie umfassend zu verbessern. Sie bildete die Grundlage für den sogenannten Mercator-Typus, auf dem nahezu alle Germania-Karten bis in die Mitte des 17. Jahrhunderts basieren.
Gerhard Mercator wurde durch seinen Schlaganfall im Mai 1590 an der Weiterarbeit an der Wandkarte gehindert und übergab die Materialien seinem Sohn Rumold. Das Werk war bereits weit vorangeschritten, worauf ein zur Versendung der Einzelblätter verwendeter Umschlag hinweist, der sich heute in Rom in der Biblioteca Universitaria Alessandrina erhalten hat. Hier wird für die Karte von „Teutschland mit der vmligenden grenzen [...]“ Gerhard Mercator als Autor genannt.
Rumolds Aufgabe bestand vor allem in der Herausgabe der Karte. Peter H. Meurer vermutet, dass er auch dafür sorgte, dass die Karte auf das gesamte deutsche Sprachgebiet erweitert wurde und nicht nur die Grenzen des Heiligen Römischen Reiches abbildete. Rumold widmete die Karte dem Landgrafen Wilhelm IV. von Hessen-Kassel, mit dem der Vater bereits eine Briefkorrespondenz unterhalten hatte.
Die Germania-Karte wurde, wie ihr Pendant aus dem Atlas, typenbildend. Aufgrund dieses großen Erfolges wurde die Karte bereits 1607 durch den Amsterdamer Verleger Jodocus Hondius neu aufgelegt. Er hatte wohl 1604 die Druckplatten auf einer Versteigerung in Leiden erworben. 1612 folgte eine Version von Willem Janszoon Blaeu. Letztmals ist die Germania-Karte 1660 nachgewiesen. Sie wurde nun mit einer Widmung an Kaiser Leopold II. versehen, das Kartenbild blieb im Wesentlichen unverändert.

## Beschreibung
Die Mercator-Germaniakarte weist ein Gesamtformat von ca. 122 auf 141 Zentimeter auf. Sie besteht aus insgesamt zwölf Kupferstichen, die in vier Reihen übereinander zu je drei Blättern angeordnet wurden. Dargestellt ist der deutsche Sprachraum, sodass die Karte im Westen bis Saint-Pierre-en-Port reicht und im Norden auch Skagen und Oesel mit aufgenommen wurden. Als östliche Begrenzung dient die Linie Narva-Craiova und im Süden endet die Darstellung an der Adria. Der Maßstab beträgt etwa 1:1.300.000.
Die Karte wurde in vereinfachter Stab-Wernerscher Projektion gezeichnet. Insgesamt wurden drei Textkartuschen auf dem Werk angebracht. Es handelt sich um den Titel (Blatt 1, links oben), eine Widmung an den Landgrafen Wilhelm IV. von Hessen-Kassel (Blatt 3) und einem Impressum mit der Adresse des Herausgebers Rumold (Blatt 12, unten rechts). Daneben findet sich auf Blatt 10 einen Meilenzeiger, der mit Maßstabsangaben versehen wurde. 
Die Karte basiert weitgehend auf den älteren Werken Gerhard Mercators. Vor allem wurden die bereits fertiggestellten Teilkarten des Atlas herangezogen. Rumold publizierte hier bereits Details aus den erst 1595 herausgegebenen Dänemark-Karten, die auf den Werken Mark Jordens basierten. Allerdings generalisierte Rumold für die Karte die Ortsnamen. Er brachte die Namen der Orte absteigend nach ihrer Größe und Bedeutung an.

## Exemplare
Von der Germania-Karte hat sich heute nur noch ein Exemplar erhalten. Es handelt sich um eine Ausgabe in der Niedersächsischen Staats- und Universitätsbibliothek in Göttingen. 